# گرد کول (په گرد)
گرد کول (په گرد) مربوط به دوران‌های تاریخی پس از اسلام است و در شهرستان رودبار، روستای تتکابن واقع شده و این اثر در تاریخ ۲۳ فروردین ۱۳۴۶ با شمارهٔ ثبت ۷۵۲ به‌عنوان یکی از آثار ملی ایران به ثبت رسیده است.